# La Motte-Picquet-Grenelle
La Motte-Picquet-Grenelle è una stazione delle linee 6, 8 e 10 della metropolitana di Parigi.

## La stazione
Le stazioni delle linee 8 e 10 non hanno dei marciapiedi che si fronteggiano dato che la stazione ha la funzione di servire, di volta in volta, i rami di Auteuil e di Balard.
La stazione ha le insegne di corrispondenza delle linee, decorate con i blasoni della famiglia Toussaint-Guillaume Picquet de la Motte. Un affresco riproduce la barrière de la Cunette, una delle porte del mur des Fermiers généraux che era situato in questo luogo.

## Storia
La stazione La Motte-Picquet dell'ex linea 5 venne aperta nel 1906. Il suo nome ricorda l'ammiraglio Toussaint-Guillaume Picquet de la Motte (1720-1791). Il nome venne poi cambiato nel 1913 in occasione del prolungamento della vecchia linea 8 verso la stazione Beaugrenelle (oggi Charles Michel sulla linea 10). Il comune di Grenelle venne annesso a Parigi nel 1860, appena trent'anni dopo la sua creazione.
In occasione della creazione della linea 10 vennero realizzati importanti lavori di modifica strutturale a tutta la stazione.
Ha subìto lavori di rinnovamento dal 10 maggio al 13 settembre 2007, nell'ambito dei quali sono stati sostituiti, fra gli altri, le maioliche alle pareti delle banchine della linea 6 (che erano ancora quelle originali) e la scala mobile che collegava tali banchine (sopraelevate) a livello strada, per poi arrivare agli accessi della linea 8 (interrata). La particolarità di tale scala mobile derivava dall'essere l'ultima in servizio sulla rete metropolitana parigina ad avere i gradini in legno anziché metallici. Inoltre, sempre nell'ambito di tali lavori, le placche indicanti il nome della stazione - originariamente in metallo smaltato blu con scritte in bianco - vennero sostituite con pannelli in materiale plastico rivestiti da film stampato, esteticamente simili. Tale pratica si è verificata presso molte stazioni della metropolitana parigina in occasione dei restauri iniziati negli anni duemila.

## Interscambi
- Bus RATP - 80

## Galleria d'immagini

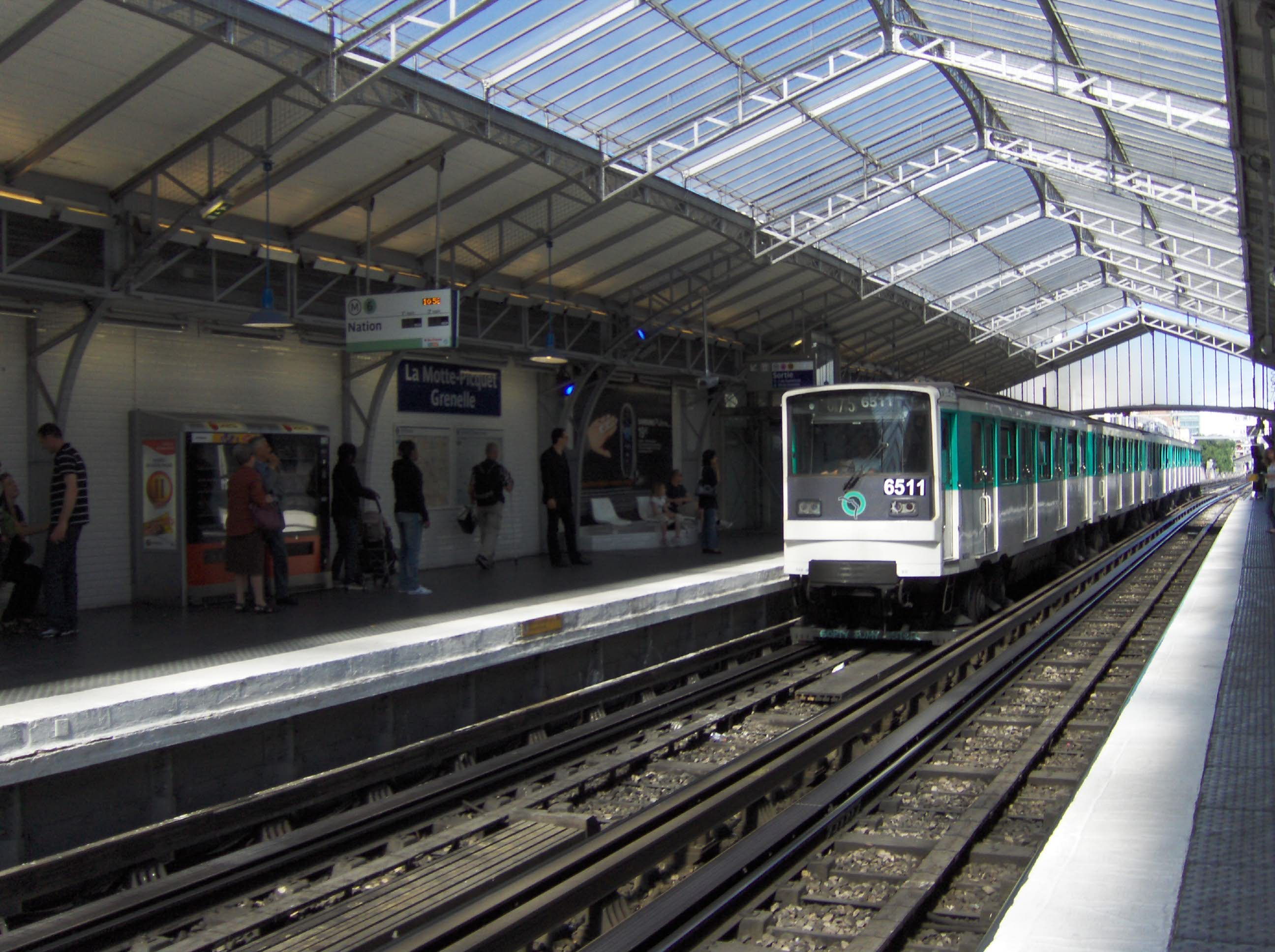
La banchina della linea 6
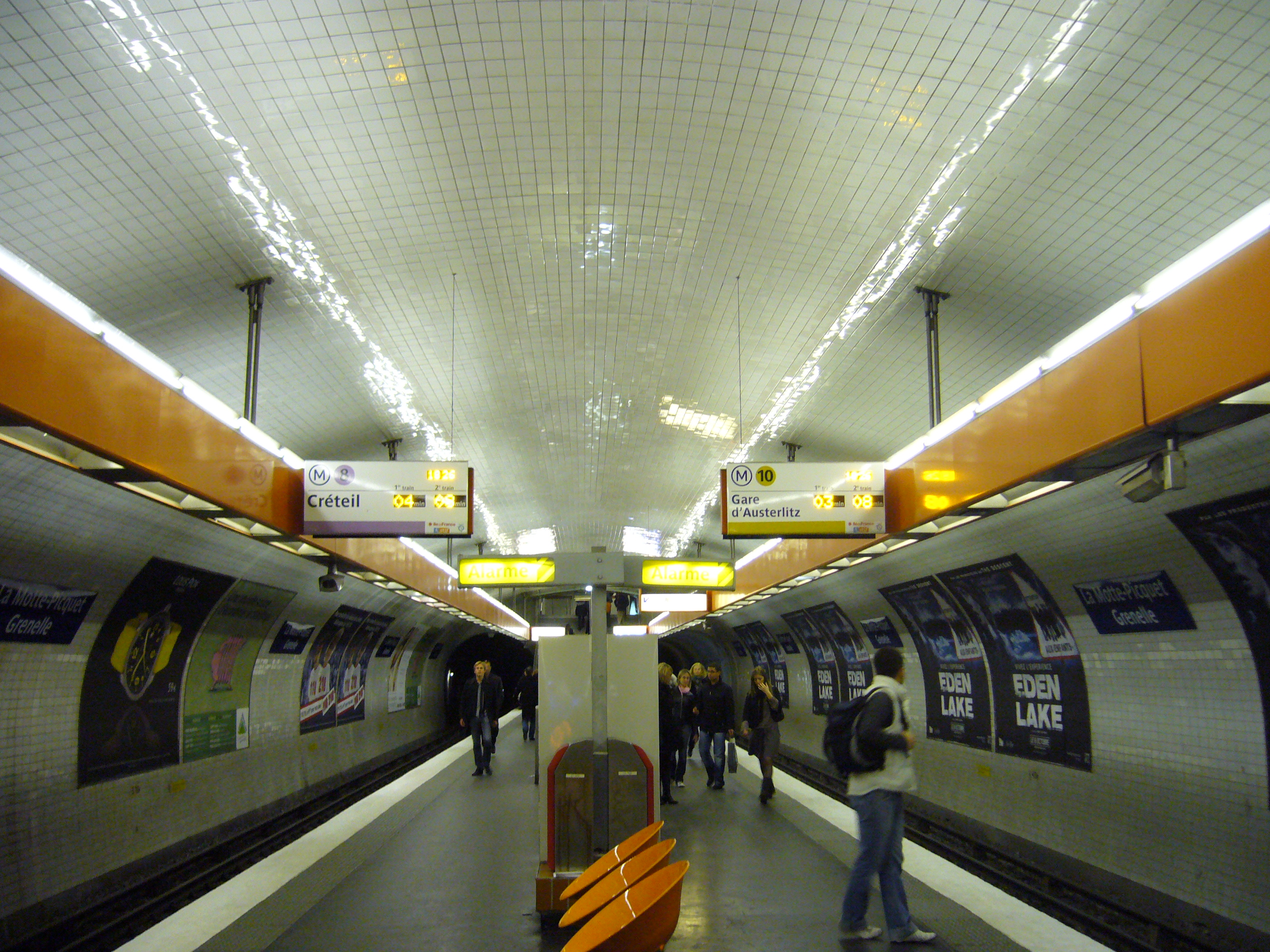
La banchina della linea 8
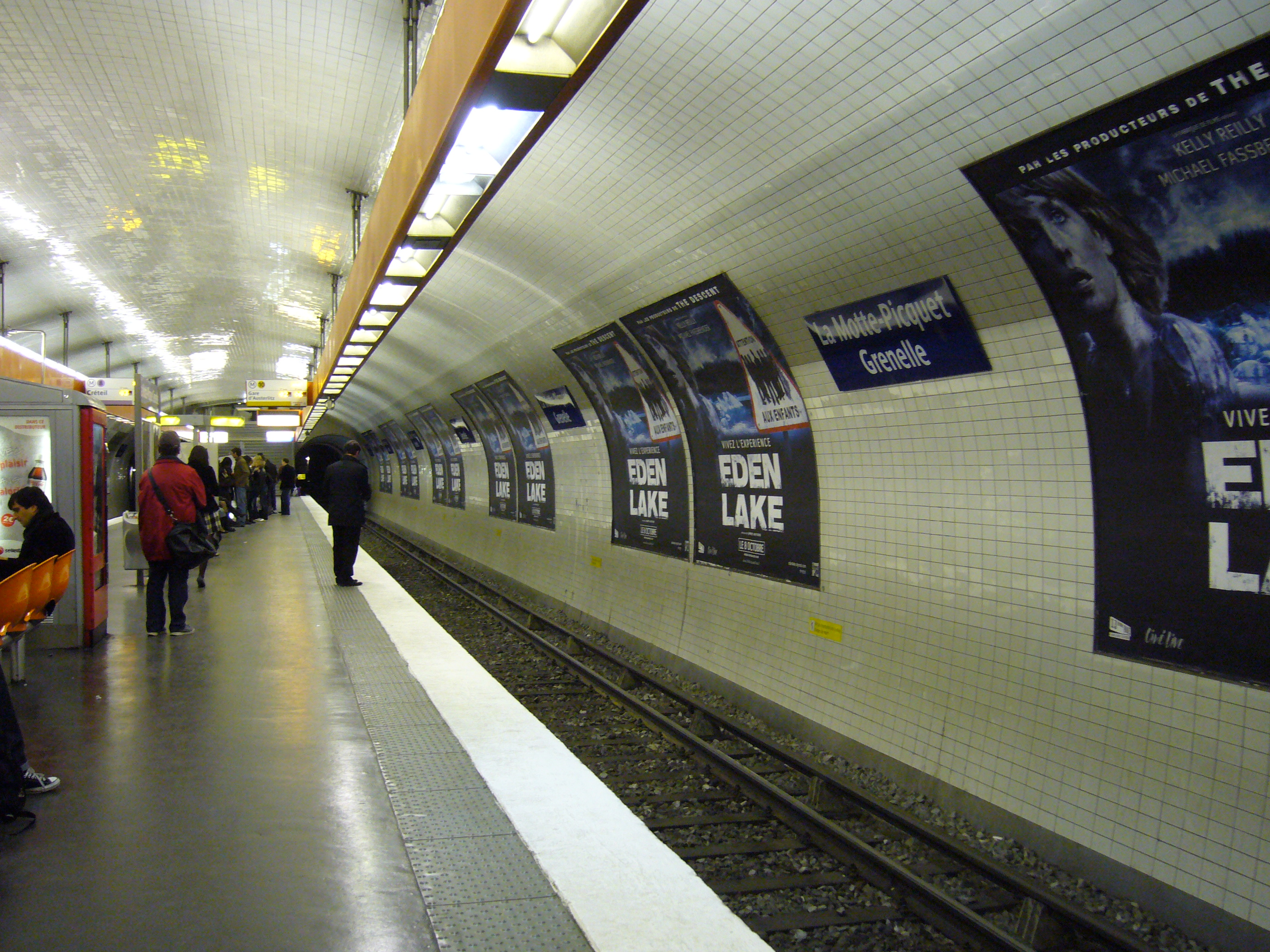
La banchina della linea 10